# ایمینگهام
longitudeایمینگهامlatitudeایمینگهام
ایمینگهام (به انگلیسی: Immingham) یک شهرک در بریتانیا است که در انگلستان واقع شده‌است.

## خصوصیات
ایمینگهام ۱۲٬۲۰۰ نفر جمعیت دارد.